# Río Gunt

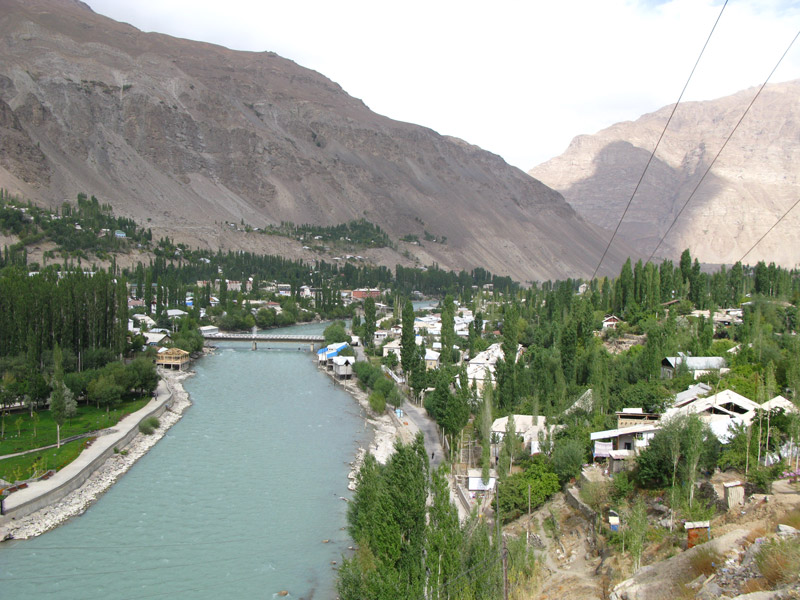
Khorog y el río Gunt mirando al este

El río Gunt (históricamente también Ghund) es un río que discurre por el sur de Tayikistán. Su fuente, el lago Yashilkul, está situada en el borde del Alichur Pamir, una altiplanicie o pamir a una altitud de 3720 m. La ciudad de Khorog está localizado en la confluencia del Gunt con el río Panj (este último, formando la frontera entre Tayikistán y Afganistán y siendo conocido también como Amu Daria, o como era llamado en la antigüedad ,Oxus).
El río Gunt —y su afluente el río Shahdara, que alimenta la planta hidroeléctrica Pamir I— es muy estacional, con poca agua en invierno, pero alto en julio y agosto debido al agua de fusión de la nieve. Su ancho varía de 10 a 50 metros y tiene  hasta 1.5 metros de profundidad. Debido al terreno montañoso, el curso del río es muy rápido, superando los 2 m/s en algunos tramos y épocas. Su lecho es pedregoso y las riberas son empinadas y con precipicios. A menudo la corriente ocupa el valle entero del río, pero a veces se divide en varios cursos.